# Międzynarodowa Federacja Miłośników Gołębi Pocztowych
Międzynarodowa Federacja Miłośników Gołębi Pocztowych (F.C.I. - Fédération Colombophile Internationale) jest stowarzyszeniem niekomercyjnym i mającym charakter całkowicie dobrowolny, w którego skład wchodzą federacje narodowe, zarządzające kwestiami gołębiarstwa sportowego w ich macierzystych krajach oraz stowarzyszenia sportowe, mające charakter przedstawicielski w tych państwach, w których nie zostały utworzone federacje narodowe.
Siedzibą Federacji jest miasto Halle w Belgii.
W skład FCI wchodzi do 65 krajów z całego świata w których grupuje się w sumie 4 350 000 hodowców gołębii pocztowych